# Tipula (Lunatipula) nausicaa
Tipula (Lunatipula) nausicaa is een tweevleugelige uit de familie langpootmuggen (Tipulidae). De soort komt voor in het Palearctisch gebied.